# (3511) Tsvetaeva
(3511) Tsvetaeva ist ein Asteroid des Hauptgürtels, der am 14. Oktober 1982 von den ukrainischen Astronominnen Ljudmila Georgijewna Karatschkina und Ljudmyla Schurawlowa am Krim-Observatorium in Nautschnyj (IAU-Code 095) entdeckt wurde.
Der Asteroid wurde nach der russischen Dichterin und Schriftstellerin Marina Iwanowna Zwetajewa (1892–1941) benannt, die zu den bedeutendsten russischen Dichtern des 20. Jahrhunderts gezählt wird.